# Nicolas Cotoner
Nicolas Cotoner y de Oleza (* 1608; † 29. April 1680) war der 61. Großmeister des Malteserordens.
Er gehörte der aragonesischen Zunge des Ordens an. Er wurde nach dem Tod seines Bruders, des Großmeisters Raphael Cotoner, am 23. Oktober 1663 zu dessen Nachfolger gewählt. 
Während seiner Regierungszeit betätigte sich der Künstler Mattia Preti in der damaligen Hauptkirche des Ordens, der heutigen St. John’s Co-Cathedral in Valletta, in der Nicolas Cotoner auch seine letzte Ruhestätte fand.
Nicolas Cotoner war hartnäckig, ungestüm und schnell erregbar. Er hatte nicht nur an Pretis Arbeiten großes Interesse, sondern auch an der Verbesserung der Sacra Infermeria, dem größten Ordenshospital. 1676 gründete er hier eine medizinische Hochschule, die Schule für Anatomie und Chirurgie.
Ebenso entstanden zu dieser Zeit riesige Festungsanlagen, die nach ihm benannten Cotonera Lines.
Wie schon sein Bruder war auch Nicolas ein großer Baumeister und das Wappen der beiden ist in den meisten Fassaden der Paläste, Kirchen und Festungen in Valletta und in anderen Teilen der Insel eingemeisselt. Allerdings bleibt die kunstvolle Verschönerung der St. John’s Co-Cathedral ihr größter Beitrag. Es war eine Zeit des Wohlstands auf den Inseln, aber ihre Manie für den Aufbau und ihr extravaganter Geschmack waren eine Belastung für die Staatskasse.